# Fußball-Weltmeisterschaft 1982/Gruppe 4
| Pl. | Land             | Sp. | S | U | N | Tore    | Diff. | Punkte |
| --- | ---------------- | --- | - | - | - | ------- | ----- | ------ |
| 1.  | England          | 3   | 3 | 0 | 0 | 006:100 | +5    | 06:0   |
| 2.  | Frankreich       | 3   | 1 | 1 | 1 | 006:500 | +1    | 03:30  |
| 3.  | Tschechoslowakei | 3   | 0 | 2 | 1 | 002:400 | −2    | 02:40  |
| 4.  | Kuwait           | 3   | 0 | 1 | 2 | 002:600 | −4    | 01:50  |

Gruppe 4 der Fußball-Weltmeisterschaft 1982:

## England – Frankreich 3:1 (1:1)
| England                                                    | England | Frankreich | Frankreich |
| ---------------------------------------------------------- | --- | --- | ---------- |
| England                                                    | \| 1. Gruppenspiel \| \| Mittwoch, 16. Juni 1982 um 17:15 Uhr in Bilbao (San Mamés) \| \| Zuschauer: 44.172 \| \| Schiedsrichter: António Garrido ( Portugal) \| \| Spielbericht \|                      | \| 1. Gruppenspiel \| \| Mittwoch, 16. Juni 1982 um 17:15 Uhr in Bilbao (San Mamés) \| \| Zuschauer: 44.172 \| \| Schiedsrichter: António Garrido ( Portugal) \| \| Spielbericht \|                                                                        | Frankreich |
| England                                                    | Peter Shilton – Mick Mills , Terry Butcher, Phil Thompson, Kenny Sansom (90. Phil Neal) – Steve Coppell, Ray Wilkins, Bryan Robson, Graham Rix – Trevor Francis, Paul Mariner Cheftrainer: Ron Greenwood | Jean-Luc Ettori – Marius Trésor – Patrick Battiston, Christian Lopez, Maxime Bossis – Alain Giresse, Jean-François Larios (73. Jean Tigana), Michel Platini , René Girard – Dominique Rocheteau (71. Didier Six), Gérard Soler Cheftrainer: Michel Hidalgo | Frankreich |
| England                                                    | 1:0 Robson (1.) 2:1 Robson (67.) 3:1 Mariner (83.) | 1:1 Soler (24.) | Frankreich |
| England                                                    | Butcher (34.) | | Frankreich |
| 1. Gruppenspiel                                            | | |            |
| Mittwoch, 16. Juni 1982 um 17:15 Uhr in Bilbao (San Mamés) | | |            |
| Zuschauer: 44.172                                          | | |            |
| Schiedsrichter: António Garrido ( Portugal)                | | |            |
| Spielbericht                                               | | |            |

## ČSSR – Kuwait 1:1 (1:0)
| ČSSR                                                                                         | ČSSR | Kuwait | Kuwait |
| -------------------------------------------------------------------------------------------- | --- | --- | ------ |
| ČSSR                                                                                         | \| 1. Gruppenspiel \| \| Donnerstag, 17. Juni 1982 um 17:45 Uhr in Valladolid (Nuevo Estadio Municipal José Zorrilla) \| \| Zuschauer: 25.000 \| \| Schiedsrichter: Benjamin Dwomoh ( Ghana) \| \| Spielbericht \|                             | \| 1. Gruppenspiel \| \| Donnerstag, 17. Juni 1982 um 17:45 Uhr in Valladolid (Nuevo Estadio Municipal José Zorrilla) \| \| Zuschauer: 25.000 \| \| Schiedsrichter: Benjamin Dwomoh ( Ghana) \| \| Spielbericht \|                                                                           | Kuwait |
| ČSSR                                                                                         | Zdeněk Hruška – Jan Fiala – Jozef Barmoš, Ladislav Jurkemik, Jozef Kukučka – Tomáš Kříž (63. Přemysl Bičovský), Jan Berger, Antonín Panenka – Petr Janečka (69. Vlastimil Petržela), Zdeněk Nehoda , Ladislav Vízek Cheftrainer: Jozef Vengloš | Ahmed al-Tarabulsi – Mahmud Mubarak – Na'im Sa'd, Abdullah Ma'yuf, Waleed al-Jasem Mubarak – Abdullah al-Buloushi, Sa'd al-Huti , Muhammad Karam (57. Fathi Kamel Marzouq) – Abdulaziz al-Anbari, Dschasim Ya'qub Sultan, Faisal ad-Dachil Cheftrainer: Carlos Alberto Parreira ( Brasilien) | Kuwait |
| ČSSR                                                                                         | 1:0 Panenka (21. Foulelfmeter) | 1:1 ad-Dachil (57.) | Kuwait |
| 1. Gruppenspiel                                                                              | | |        |
| Donnerstag, 17. Juni 1982 um 17:45 Uhr in Valladolid (Nuevo Estadio Municipal José Zorrilla) | | |        |
| Zuschauer: 25.000                                                                            | | |        |
| Schiedsrichter: Benjamin Dwomoh ( Ghana)                                                     | | |        |
| Spielbericht                                                                                 | | |        |

## England – ČSSR 2:0 (0:0)
| England                                                   | England | ČSSR | ČSSR |
| --------------------------------------------------------- | --- | --- | ---- |
| England                                                   | \| 2. Gruppenspiel \| \| Sonntag, 20. Juni 1982 um 17:15 Uhr in Bilbao (San Mamés) \| \| Zuschauer: 41.123 \| \| Schiedsrichter: Charles Corver ( Niederlande) \| \| Spielbericht \|                        | \| 2. Gruppenspiel \| \| Sonntag, 20. Juni 1982 um 17:15 Uhr in Bilbao (San Mamés) \| \| Zuschauer: 41.123 \| \| Schiedsrichter: Charles Corver ( Niederlande) \| \| Spielbericht \|                                                           | ČSSR |
| England                                                   | Peter Shilton – Mick Mills , Terry Butcher, Phil Thompson, Kenny Sansom – Steve Coppell, Ray Wilkins, Bryan Robson (46. Glenn Hoddle), Graham Rix – Trevor Francis, Paul Mariner Cheftrainer: Ron Greenwood | Stanislav Seman (75. Karel Stromsík) – Libor Radimec – Jozef Barmoš, Rostislav Vojáček, Jan Fiala – Pavel Chaloupka, Ladislav Jurkemik, Jan Berger, Zdeněk Nehoda – Petr Janečka (77. Marián Masný), Ladislav Vízek Cheftrainer: Jozef Vengloš | ČSSR |
| England                                                   | 1:0 Francis (62.) 2:0 Barmoš (66., Eigentor) | | ČSSR |
| England                                                   | Chaloupka (40.) | | ČSSR |
| 2. Gruppenspiel                                           | | |      |
| Sonntag, 20. Juni 1982 um 17:15 Uhr in Bilbao (San Mamés) | | |      |
| Zuschauer: 41.123                                         | | |      |
| Schiedsrichter: Charles Corver ( Niederlande)             | | |      |
| Spielbericht                                              | | |      |

## Frankreich – Kuwait 4:1 (2:0)
Im Spiel wurde ein Tor der Franzosen zum 4:1 nach Protesten vom Schiedsrichter zurückgenommen, nachdem sich der kuwaitische Verbandspräsident, Scheich Fahd al-Ahmad al-Dschabir as-Sabah, darüber beschwert hatte, dass von den Rängen ein Pfiff zu hören gewesen wäre, der die kuwaitischen Spieler irritiert hätte. Schiedsrichter Stupar wurde auf Grund dieser Rücknahme am nächsten Tag von der FIFA lebenslang gesperrt. Im Anschluss erzielte Frankreich dann doch noch ein viertes Tor.
| Frankreich                                                                               | Frankreich | Kuwait | Kuwait |
| ---------------------------------------------------------------------------------------- | --- | --- | ------ |
| Frankreich                                                                               | \| 2. Gruppenspiel \| \| Montag, 21. Juni 1982 um 17:15 Uhr in Valladolid (Nuevo Estadio Municipal José Zorrilla) \| \| Zuschauer: 30.043 \| \| Schiedsrichter: Myroslaw Stupar ( Sowjetunion) \| \| Spielbericht \|                             | \| 2. Gruppenspiel \| \| Montag, 21. Juni 1982 um 17:15 Uhr in Valladolid (Nuevo Estadio Municipal José Zorrilla) \| \| Zuschauer: 30.043 \| \| Schiedsrichter: Myroslaw Stupar ( Sowjetunion) \| \| Spielbericht \| | Kuwait |
| Frankreich                                                                               | Jean-Luc Ettori – Marius Trésor – Manuel Amoros, Gérard Janvion (60. Christian Lopez), Maxime Bossis – Bernard Genghini, Michel Platini (80. René Girard), Alain Giresse – Gérard Soler, Bernard Lacombe, Didier Six Cheftrainer: Michel Hidalgo | Ahmed al-Tarabulsi – Mahmud Mubarak – Na'im Sa'd, Abdullah Ma'yuf, Waleed al-Jasem Mubarak (78. Hamud asch-Schammari) – Abdullah al-Buloushi, Sa'd al-Huti , Muhammad Karam (46. Fathi Kamel Marzouq) – Abdulaziz al-Anbari, Dschasim Ya'qub Sultan, Faisal ad-Dachil Cheftrainer: Carlos Alberto Parreira ( Brasilien) | Kuwait |
| Frankreich                                                                               | 1:0 Genghini (31.) 2:0 Platini (43.) 3:0 Six (48.) 4:1 Bossis (89.) | 3:1 al-Buloushi (75.) | Kuwait |
| Frankreich                                                                               | Amoros (68.) | al-Anbari (30.), Kamil Marzuq (85.) | Kuwait |
| 2. Gruppenspiel                                                                          | | |        |
| Montag, 21. Juni 1982 um 17:15 Uhr in Valladolid (Nuevo Estadio Municipal José Zorrilla) | | |        |
| Zuschauer: 30.043                                                                        | | |        |
| Schiedsrichter: Myroslaw Stupar ( Sowjetunion)                                           | | |        |
| Spielbericht                                                                             | | |        |

## Frankreich – ČSSR 1:1 (0:0)
| Frankreich                                                                                   | Frankreich | ČSSR | ČSSR |
| -------------------------------------------------------------------------------------------- | --- | --- | ---- |
| Frankreich                                                                                   | \| 3. Gruppenspiel \| \| Donnerstag, 24. Juni 1982 um 17:15 Uhr in Valladolid (Nuevo Estadio Municipal José Zorrilla) \| \| Zuschauer: 28.000 \| \| Schiedsrichter: Paolo Casarin ( Italien) \| \| Spielbericht \|                             | \| 3. Gruppenspiel \| \| Donnerstag, 24. Juni 1982 um 17:15 Uhr in Valladolid (Nuevo Estadio Municipal José Zorrilla) \| \| Zuschauer: 28.000 \| \| Schiedsrichter: Paolo Casarin ( Italien) \| \| Spielbericht \|                                  | ČSSR |
| Frankreich                                                                                   | Jean-Luc Ettori – Marius Trésor – Manuel Amoros, Gérard Janvion, Maxime Bossis – Bernard Genghini, Alain Giresse, Michel Platini – Gérard Soler (87. René Girard), Bernard Lacombe (70. Alain Couriol), Didier Six Cheftrainer: Michel Hidalgo | Karel Stromsík – Libor Radimec – Jozef Barmoš, Rostislav Vojáček, Jan Fiala – Přemysl Bičovský, František Štambacher, Tomáš Kříž (31. Marián Masný) – Petr Janečka (70. Antonín Panenka), Zdeněk Nehoda , Ladislav Vízek Cheftrainer: Jozef Vengloš | ČSSR |
| Frankreich                                                                                   | 1:0 Six (66.) | 1:1 Panenka (84. Foulelfmeter) | ČSSR |
| Frankreich                                                                                   | Amoros (47.) | Panenka (75.) | ČSSR |
| Frankreich                                                                                   | Vízek (87.) | | ČSSR |
| 3. Gruppenspiel                                                                              | | |      |
| Donnerstag, 24. Juni 1982 um 17:15 Uhr in Valladolid (Nuevo Estadio Municipal José Zorrilla) | | |      |
| Zuschauer: 28.000                                                                            | | |      |
| Schiedsrichter: Paolo Casarin ( Italien)                                                     | | |      |
| Spielbericht                                                                                 | | |      |

## England – Kuwait 1:0 (1:0)
| England                                                   | England | Kuwait | Kuwait |
| --------------------------------------------------------- | --- | --- | ------ |
| England                                                   | \| 3. Gruppenspiel \| \| Freitag, 25. Juni 1982 um 17:15 Uhr in Bilbao (San Mamés) \| \| Zuschauer: 39.700 \| \| Schiedsrichter: Gilberto Aristizábal ( Kolumbien) \| \| Spielbericht \| | \| 3. Gruppenspiel \| \| Freitag, 25. Juni 1982 um 17:15 Uhr in Bilbao (San Mamés) \| \| Zuschauer: 39.700 \| \| Schiedsrichter: Gilberto Aristizábal ( Kolumbien) \| \| Spielbericht \| | Kuwait |
| England                                                   | Peter Shilton – Phil Neal, Phil Thompson, Steve Foster, Mick Mills – Steve Coppell, Ray Wilkins, Glenn Hoddle, Graham Rix – Trevor Francis, Paul Mariner Cheftrainer: Ron Greenwood      | Ahmed al-Tarabulsi – Mahmud Mubarak – Na'im Sa'd, Abdullah Ma'yuf, Waleed al-Jasem Mubarak (76. Hamud asch-Schammari) – Abdullah al-Buloushi, Sa'd al-Huti , Fathi Kamel Marzouq – Yusif as-Suwayid, Abdulaziz al-Anbari, Faisal ad-Dachil Cheftrainer: Carlos Alberto Parreira ( Brasilien) | Kuwait |
| England                                                   | 1:0 Francis (27.) | | Kuwait |
| England                                                   | Mariner (43.) | Na'im Sa'd (44.) | Kuwait |
| 3. Gruppenspiel                                           | | |        |
| Freitag, 25. Juni 1982 um 17:15 Uhr in Bilbao (San Mamés) | | |        |
| Zuschauer: 39.700                                         | | |        |
| Schiedsrichter: Gilberto Aristizábal ( Kolumbien)         | | |        |
| Spielbericht                                              | | |        |